# ただいま満室
『ただいま満室』（ただいままんしつ）は、土曜ナイトドラマ枠でテレビ朝日系列で2000年10月14日 - 12月16日の22時58分 - 23時54分に放送されたテレビドラマ。（平均視聴率 7.3%）

## 概要
- ラブホテルを舞台にしたドラマ。
- 舞台は神奈川県相模原市のホテル アイリーン・ドナン。

## キャスト
- 栗田桃：榎本加奈子
- 槙田聡：沢村一樹
- 小関かおる：美保純
- 蒲生周二：宮迫博之
- 鬼塚真智子：大河内奈々子
- 大場安江：前沢保美
- 鴨川英憲：岡本光太郎
- 栗田若菜：天地真理
- 鴨川シゲ子：冨士眞奈美
- 鬼塚剛造：竜雷太

### ゲスト出演者
第1話
- 風俗リポーター：山本晋也（第10話にも出演）

第2話
- 一ノ瀬冬子：浅香唯

第3話
- リリ子：桜庭あつこ
- 裕二：桂憲一

第4話
- ヒロト：小橋賢児

第5話
- 嘉門洋子

第6話
- 高校教師：秋本奈緒美
- 井川智也：原田篤

第7話
- 潤子：田中美奈子
- まどか：奥野ミカ

第8話
- 山下俊：内田滋啓
- 光司：沢木哲
- ほんこん（130R）

第9話
- 小松政夫
- 濱田万葉
- 相沢直之：高野八誠

第10話
- 鈴木紗理奈
- 原田龍二

## スタッフ
- 原作：ぬまじりよしみ「ただいま満室!!」
- 脚本：大森美香、横田理恵、清水友佳子、小野沢美暁、清本由紀、李正姫
- 音楽：寺嶋民哉
- 主題歌：speena「スピーナ」
- 挿入歌：安西ひろこ「True Love」
- 演出：六車俊治、池添博、田村直己
- プロデューサー：横地郁英（テレビ朝日）、山本和夫（ドラマデザイン社）、清水真由美（MMJ）
- 制作協力：ドラマデザイン社
- 制作：テレビ朝日、MMJ

## サブタイトル
1. 愛＋勇気＋H＝ラブホ
2. セックスで美しくなる女
3. Hで男を略奪する(秘)テク
4. 出張ホストが贈る最高H
5. 恐怖美人ゴーストの誘惑
6. 女教師ラブホ個人レッスン
7. 激突あげまんVSさげまん
8. 美少年に恋した美少年…
9. さよならラブホの恋物語
10. ラブホ炎上